# Charles Sharpes
Charles Sharpes (* 6. Februar 1992 in London) ist ein ehemaliger englischer Squashspieler. 

## Karriere
Charles Sharpes begann seine Karriere im Jahr 2009 und gewann acht Titel auf der PSA World Tour. Seine beste Platzierung in der Weltrangliste erreichte er mit Rang 48 im Februar 2017. Er qualifizierte sich erfolgreich für die Weltmeisterschaften 2012 und 2013, schied aber jeweils in der ersten Runde aus.

## Erfolge
- Gewonnene PSA-Titel: 8